# تيد زيغوارد
تيد زيغوارد (بالهولندية: Ted Zegwaard)‏ (مواليد 15 أكتوبر 1903) هو ملاكم هولندي، مثّل بلاده في الألعاب الأولمبية الصيفية 1920.

## روابط خارجية
تيد زيغوارد على موقع اللجنة الأولمبية الدولية (الإنجليزية)
- تيد زيغوارد على موقع أوليمبيديا (الإنجليزية)